# 투란 (투바 공화국)

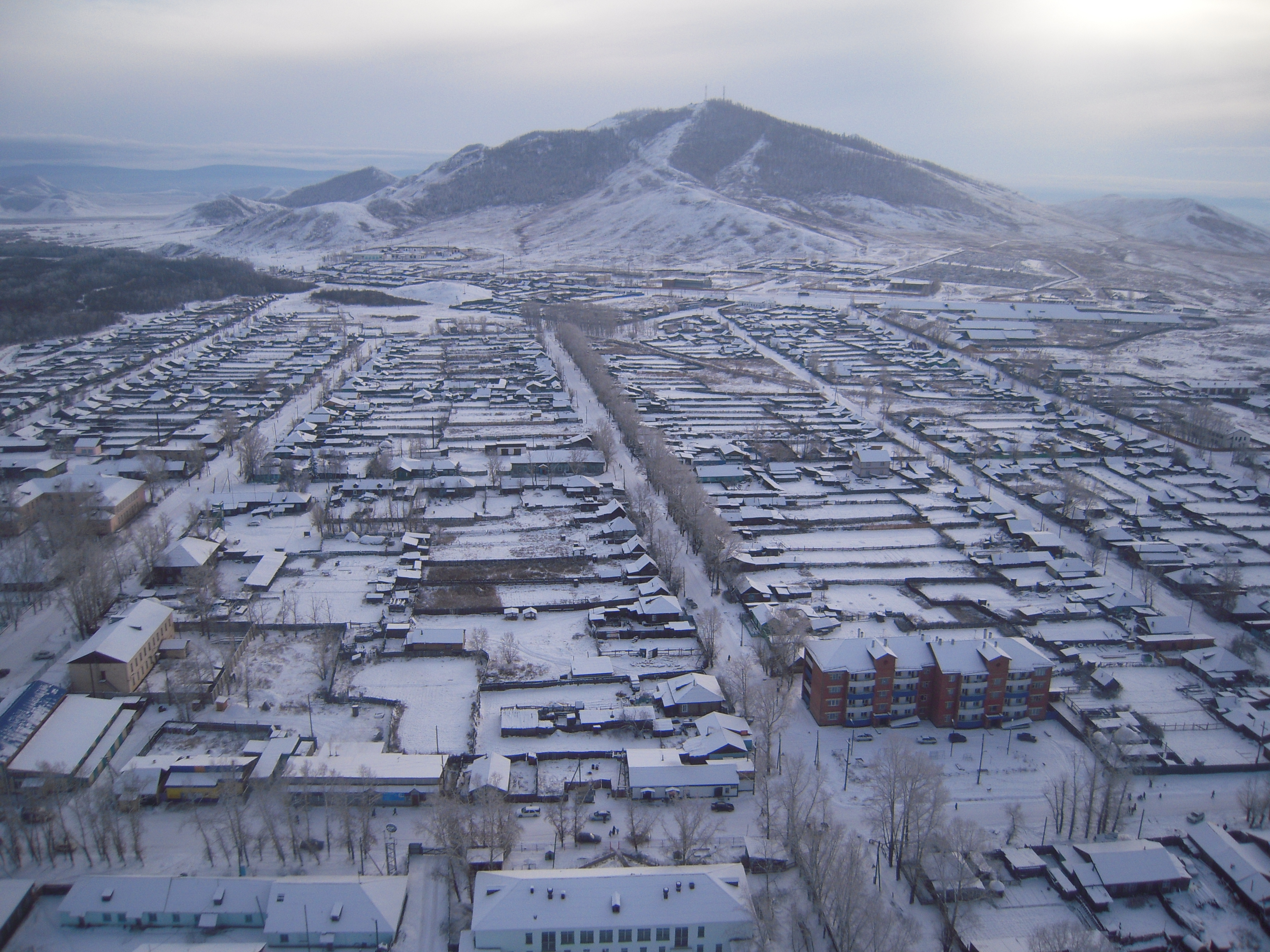

투란(러시아어와 투바어; Туран)는 투바 공화국 피헴스키코준 군에 속한 도시이다. 인구는 5만800명(2002년)이다. 투란 강 (우육 강의 지류)이 흐르고, 아바칸과 키질을 연결한다. 70km지점에 키질이 위치해 있다.